# Древо познания (книга)
Древо познания: Биологические корни человеческого понимания (исп. El Arbol del Conocimiento: Las Bases Biologicas del Conocer Humano, 1984) — книга чилийских биологов У. Матураны и Ф. Варелы, исследующая познание как биологический феномен. Книга, написанная в общедоступной форме и наполненная иллюстрациями, получила широкую известность и переведена на несколько языков.

## История создания
В 1980 году Организация американских государств, занимавшаяся тогда изучением проблем социальной коммуникации и передачи знания, предложила авторам прочитать ряд лекций с изложением их подхода к коммуникации как биологическому бытию человека. Лекции, которые оба автора попеременно читали с сентября 1980 года преимущественно работникам социальной сферы и администраторам, были записаны, переработаны в 1981—1983 годах и затем изданы в виде книги.

## Общая характеристика
Матурана и Варела определяют живое существо как аутопоэзную систему. Жизнедеятельность всякой аутопоэзной системы направлена на сохранение своей динамической организации, «самовоспроизводство внутренних отношений». Для аутопоэзной системы нет никакой «внешней среды», организм операционально замкнут: он не получает извне «информацию» о мире, и его «поведение» по отношению к внешней среде также существует лишь для внешнего наблюдателя; для самого же организма есть лишь внутренние структурные возмущения, вызываемые воздействиями среды и нарушающие его динамический баланс, и компенсирующие их внутренние же структурные изменения (внешне выражающиеся в виде адаптивного поведения). При этом внешние возмущения лишь дают толчок — вызывают реакцию организма, определяется же эта реакция внутренним устройством и динамикой самой системы. Таким образом, познание — это не отражение мира, а внутреннее конструирование мира, построение собственной модели мира, причём такое, которое внешне выражается как эффективное поведение. Поэтому сама жизнь — это всегда познание, а познание — это (эффективное) действие. Особенность человека и человеческого познания, в сравнении с другими живыми существами, заключается в его социально-языковой природе: мы создаём мир вместе с другими людьми.
Изложенную в книге концепцию можно рассматривать как вариант эволюционной эпистемологии.

## Содержание
В первой половине книги Матурана и Варела, представив общий взгляд на познание (гл. 1) и изложив свою ключевую концепцию аутопоэзиса (гл. 2), дают краткий обзор биологии и эволюции в терминах этой концепции (гл. 3—5). В последующих главах предложенный подход применяется для теоретического описания поведения, социальных явлений, языка, сознания и познания.
Гл. 1. Познание познания. «…Мы предлагаем рассматривать познание не как представление мира „в готовом виде“, а скорее как непрерывное сотворение мира через процесс самой жизни», — пишут авторы. Наш опыт, знание о мире определяется нашим биологическим устройством и процессом нашей познавательной деятельности; мир не предзадан, но рождается для нас в акте познания; познание есть действие. При этом познание — эффективное действие, то есть такое, которое позволяет организму существовать в условиях своей среды.
Гл. 2. Организация живых существ. Чтобы понять биологическую сущность познания, необходимо изучать живое существо как целое, а не только его нервную систему. Живые существа отличает «аутопоэзная организация», то есть способность к самовоспроизводству — к порождению, «строительству» самих себя: аутопоэзная система как бы «вытаскивает сама себя за волосы», создавая собственные компоненты, «без разделения на производителя и продукт». Так, клетка производит компоненты своей мембраны, без которой клетка не могла бы ни существовать, ни производить эти компоненты. Именно аутопоэзная организация служит критерием, определяющим жизнь.
Гл. 3. История: репродукция и наследственность. Репродукция не является определяющим критерием жизни, так как не является частью организации живых существ («аутопоэзных единств»): чтобы репродуцироваться, организм прежде уже должен существовать как единое организованное целое. Репродукция порождает историческую систему (ряд поколений, между которыми существует историческая взаимосвязь). При этом одни структурные особенности у потомков сохраняются (наследственность), другие изменяются (вариация).
Гл. 4. Жизнь метаклеточных. Если между двумя или более аутопоэзными единствами (например, клетками) имеются постоянные взаимодействия, между ними может возникнуть «структурное сопряжение», приводящее к взаимосвязанности их онтогенезов: образуется «метаклеточное единство, или единство второго порядка». Впрочем, жизненный цикл каждого многоклеточного организма всё равно начинается с одной клетки, из которой он развивается — именно на этой одноклеточной стадии происходит репродукция и репродуктивные изменения (это касается полового размножения; некоторые многоклеточные, однако, размножаются простым делением.) С увеличением размера организмов растёт продолжительность их репродуктивного цикла (то есть снижается частота смены поколений). Вопрос о том, являются ли сами метаклеточные организмы аутопоэзными единствами, то есть «являются ли аутопоэзные системы второго порядка также и аутопоэзными системами первого порядка», остаётся открытым.
Гл. 5. Естественный дрейф живых существ. Онтогенез — это «структурный дрейф» (структурные изменения) организма, при котором происходит сохранение его организации, аутопоэза — и одновременно адаптация к окружающей среде. «Следовательно, окружающую среду можно рассматривать как постоянно действующего „селекционера“, отбирающего структурные изменения, которые организм претерпевает в процессе онтогенеза». Аналогичный процесс происходит в филогенезе: эволюция — это непрерывная последовательность изменений в наследственной линии организмов на каждой репродуктивной стадии при сохранении ими, с одной стороны, организации, аутопоэза, с другой — адаптации к также изменяющейся среде. В таком процессе естественного структурного дрейфа нет внешней направляющей силы, «нет прогресса или оптимизации в использовании окружающей среды, но только сохранение адаптации и аутопоэза».
Гл. 6. Сфера поведения. Поведение организма определяется структурой внутренних связей нервной системы. Нервная система «операционально замкнута», внутренне детерминирована, и окружающая среда не определяет и не направляет изменения нервной системы, но лишь запускает их, вызывая в неё те или иные «возмущения», которые нервная система затем вынуждена компенсировать, что внешне выражается как «поведение». Поэтому неверно общепринятое мнение, что организм «получает информацию из окружающей среды и использует её для построения образа (репрезентации) мира, и на основе этого образа формирует адекватное поведение». Нервная система не оперирует образами мира: «в живом существе происходят только внутренние структурные изменения» в ответ на внутренние же структурные возмущения, вызываемые воздействиями внешней среды, — которые потому «с необходимостью соответствуют среде и хорошо „осведомлены“ о ней». Лишь для внешнего наблюдателя это представляется «поведением» организма в окружающей среде, определяющимся некими «представлениями» о ней. Таков узкий путь между Сциллой и Харибдой «репрезентационизма» и солипсизма.
Гл. 7. Нервная система и познание. Поведение живых существ в целом следует понимать не как взаимодействие со средой, но как поддержание определённого внутреннего сопряжения между сенсорной и моторной поверхностями. У многоклеточных для осуществления этой сенсомоторной корреляции появляется нервная система, расширяющая область поведения по сравнению с прямыми сенсо-моторными связями у одноклеточных. Так, то, что со стороны выглядит как отдёргивание руки от боли, с точки зрения самого организма — лишь восстановление определённой корреляции между сенсорными и моторными нейронами после внешнего воздействия на первые. Внешние воздействия лишь модулируют постоянно поддерживаемый внутренний баланс сенсомоторных корреляций, но не определяют его. Поэтому неверна, например, репрезентационистская трактовка зрительного восприятия, предполагающая, что образ возникает на сетчатке и затем передаётся дальше по нервной системе; на самом деле эти сигналы лишь вносят вклад в сложные внутренние циклы нейронных взаимодействий. Когнитивистская «компьютерная метафора», называющая мозг устройством для обработки информации, неверна: нервная система не получает «информацию» из окружающей среды, а создаёт мир, так как именно состояние нервной системы определяет, что будет считаться её «возмущением» и какие внешние изменения его вызывают. Критерий знания — эффективное поведение, и любое поведение можно рассматривать как когнитивный акт; жить — значит познавать (проявлять эффективность в сохранении своего существования).
Гл. 8. Социальные явления. Между организмами могут возникать постоянные взаимодействия, что приводит к возникновению структурного сопряжения третьего порядка (после клеток и метаклеточных). Независимые индивидуальные онтогенезы превращаются в сеть коонтогенезов. Механизм такого сопряжения у большинства общественных насекомых химический — обмен веществами (трофаллаксис), контролирующий дифференциацию функций отдельных особей. У общественных позвоночных более гибкая координация поведения происходит разными способами: химически, визуально, акустически и т. д. Возникает коммуникация — «координированное поведение, которое взаимно запускают друг у друга члены социального единства». При этом с точки зрения развиваемой теории в коммуникации нет «передачи информации»: ведь происходящее с организмом — его действия и восприятия — определяется его собственными внутренними процессами, а не возмущающим воздействием; «феномен коммуникации зависит не от того, что передаётся, а от того, что происходит с тем, кто принимает передаваемое». Появляется культурное поведение — усвоеное «в коммуникативной динамике социальной среды» и передающееся из поколения в поколение.
Гл. 9. Поле лингвистики и человеческое сознание. Коммуникативное поведение, сформировавшееся в результате обучения, можно назвать лингвистическим поведением. Лингвистическое поведение происходит в лингвистическом поле (области всех вариантов лингвистического поведения), возникающем и изменяющемся в коллективном коонтогенезе. Лингвистические поля есть и у животных; но когда сами элементы лингвистического поля, само лингвистическое поведение в свою очередь становятся объектом скоординированных рефлексивных лингвистических действий — возникает язык. Вместе с языком, как областью описания описаний, возникает и наблюдатель: язык, позволяя пользующемуся им описывать лингвистическую деятельность и её участников, делает возможным появление рефлексии и (само)сознания (так, «условия для появления понятия своего „Я“» могут возникнуть, например, когда объектом «наблюдения» становится имя другого человека).
Гл. 10. Древо познания. Мы сами в процессе познания создаём мир, который видим. Более того, это сотворение мира мы осуществляем совместно с другими людьми, в коллективном пространстве языка. Без принятия других, в конечном счёте — без любви, не может быть социальности, а без неё — человека.

## Издания и переводы
- Maturana H. R., Varela F. J. El Arbol del Conocimiento: Las Bases Biologicas del Conocer Humano. Santiago: Editorial Universitaria, 1984.
- Maturana H. R., Varela F. J. Der Baum der Erkenntnist. Berna; Munchen; Vienna: Scherz Verlag, 1987.
- Maturana H. R., Varela F. J. Kundskabens Trae. Aarhus (Denmark): Ed. Ask, 1987.
- Maturana H. R., Varela F. J. L`Albero Della Conoscenza. Milano: Garzanti Editore, 1987.
- Maturana H. R., Varela F. J. The tree of knowledge: The biological roots of human understanding. Boston: Shambhala Publications, 1987.
- Матурана У., Варела Ф. Древо познания: Биологические корни человеческого понимания / Пер. с англ. Ю. А. Данилова. М.: Прогресс-Традиция, 2001. 224 с. ISBN 5-89826-103-6